# Det vackraste
"Det vackraste" är en kärleksballad framförd av Cecilia Vennersten som ett tävlande bidrag i Melodifestivalen 1995, där den slutade på andra plats. Låten skrevs av medlemmarna i popgruppen One More Time; Peter Grönvall, Maria Rådsten och Nanne Grönvall. Melodin fick även en Grammis för "Årets låt" 1995.

## Singeln
Låten gavs ut på singel efter Melodifestivalen 1995, och blev då en storsäljare och låg totalt 47 veckor på singellistan i Sverige, varav 7 veckor på förstaplatsen. I Norge låg den på singellistan i 29 veckor, varav två på andraplatsen. Melodin låg även på Svensktoppen i 26 veckor under perioden 29 april-21 oktober 1995, med tredjeplats som bästa placering där .

## Listplaceringar
| Lista (1995-1996) | Position |
| ----------------- | -------- |
| Norge             | 2        |
| Sverige           | 1        |

## Grammis för "årets låt"
Låten belönades med en Grammis för "bästa låt" i konkurrens med Jan Johansens "Se på mig", som knep förstaplaten i Melodifestivalen 1995. 
Motiveringen till grammisen löd "Med ett stänk av svensk folkton etsade sig en låt vars kvaliteter höjde sig skyhögt över normal melodifestivalstandard för att alltid fastna i den Svenska folksjälen. Så storslaget, så vackert. Helt enkelt det vackraste i år."
"Det vackraste" var det första melodifestivalbidraget som vann en Grammis för Årets låt. 

## Senare inspelningar
One More Time spelade själva in låten på engelska med titeln "Living in a Dream" och tog 1997 med den på sitt album med samma namn.
1999 spelade den belgiske artisten Dana Winner in en annan engelskspråkig version av låten, med titeln I'll Sing a Song Today, som handlade om naturen. Hon spelade också in den på nederländska, under titeln "Ik zing vandaag een lied" och på tyska under titeln "Ein Lied für diese Welt".
2005, tio år efter att originalframförandet av Cecilia Vennersten, spelades en coverversion på originaltexten in av Lotta Engberg på hennes album Kvinna & man. 
I Dansbandskampen 2009 framfördes låten av Mannerz, då Nanne Grönvall var kvällens tema i deltävlingens andra omgång.
2009 släppte svenska punkbandet Skumdum sin cover på albumet What We Did Best.

### Fotnoter
1. ↑  ”Grammis”. Arkiverad från originalet den 17 mars 2012. https://web.archive.org/web/20120317055524/http://www.ifpi.se/wp/wp-content/uploads/100428-lc-vinnare-genom-%C3%A5ren.pdf. Läst 1 maj 2011.
2. ↑   Svensktoppen - 1995
3. ↑  Placering på den norska singellistan
4. ↑  Placering på den svenska singellistan
5. ↑  Grammis hemsida. Hämtad 1 maj 2006.
6. ↑  ”Nanne Grönvall”. http://www.nanne.se/texter/texter_ovrigt.html#100. Läst 10 maj 2011.
7. ↑  ”Pop”. Arkiverad från originalet den 24 september 2015. https://web.archive.org/web/20150924075552/http://www.pop.nu/show_record.asp?recid=158946. Läst 10 maj 2011.
8. ↑  ”Svensk mediedatabas”. Arkiverad från originalet den 19 augusti 2014. https://web.archive.org/web/20140819125941/http://smdb.kb.se/catalog/id/001434629. Läst 11 maj 2011.